# Várad ostroma (1598)
Várad 1598-as ostromára a tizenöt éves háború idején került sor. 1598 őszén Szaturdzsi Mehmed pasa, szerdár egy 60 000 fős, törökökből és tatárokból álló sereg élén érkezett Várad alá, és szeptember 29-én megkezdte a vár ostromát. Az ellenséges túlerő ellenére a védők a török–tatár sereg 12 rohamát is sikeresen visszaverték, és 5 héten át tartó ostrom után visszavonulásra kényszerítették.

## Előzmények

### Várad stratégiai szerepe 1598-ban
A Tiszántúlt Erdéllyel összekötő természetes útvonal mentén fekvő és az azt ellenőrző püspöki székhely stratégiai jelentősége az Oszmán Birodalom
előrenyomulása idején értékelődött fel. A tizenöt éves háború időszakában Várad újra a magyar király és egyben német római császár, II. Rudolf uralma alá került. Báthory Zsigmond 1598. április 1-jén a Gyulafehérvárra összehívott erdélyi rendeknek bejelentette lemondását a fejedelmi trónról, és országát átadta az Erdélybe küldött biztosoknak (Szuhay István váci püspöknek, Istvánffy Miklósnak és Bartholomaus Pezzennek). A fejedelemség haderejét pedig Bocskai István eskette fel Rudolfra. Az erdélyi változások komoly aggodalmat okoztak a Portán és a Lengyel Királyságban is. A kora tavaszi isztambuli hadi tanácskozáson ennek megfelelően élénk vita alakult ki az 1598. évi hadjárat célját illetően. Dzserráh Mehmed pasa, másod-nagyvezír és a hódoltsági végvárak bégjei Esztergom ostromát szorgalmazták, mivel amíg ez a vár a keresztények kezén van, addig Győrt sem lehet megtartani, és Buda is állandó veszélyben forog. Ezzel szemben a krími tatár kánt, II. Gázi Girájt képviselő Ahmed aga, a gyulai bég és a temesvári pasa, Szulejmán is egy Erdély elleni hadjárat mellett tört lándzsát. Végül áthidaló megoldás született. Ahmed aga azt javasolta, hogy az oszmán had először Váradot ostromolja meg, míg a tatárok Felső-Magyarországot pusztítják. Majd teleltessék át a katonaságot és ezt követően vonuljanak Esztergom megvívására.

### Az 1598. évi török hadjárat
A fentieknek megfelelően a Nándorfehérváron telelő magyarországi végek szerdárja, Szaturdzsi Mehmed a szultáni fermánban azt az utasítást kapta, hogy ,,Ez évben Erdélyországba menj, egyetlen várnak ne kegyelmezz meg, hanem égesd, rombold és dúld fel és vajdájukat, az átkozott Zsigmondot engedelmességre térítsd"
Az oszmán fősereg hadjáratának megkezdése előtt a temesvári pasa saját vilajetének hadaival, valamint a nándorfehérvári és szendrői csapatokkal Csanád ellen vonult, amely erősséget június 19-én ostrom alá vette. Király György váradi főkapitány azonban az ostromlottak segítségére sietett, így Szulejmán pasa visszavonult Temesvárra. A mindenáron sikert felmutatni akaró beglerbégnek Barcsai András lugosi és karánsebesi kapitány cselt vetett. Szökevények segítségével elhitette Szulejmánnal, hogy Lugos könnyen elfoglalható lenne. A pasa tehát július 6-án este válogatott katonasággal elindult a vár ellen. Barcsai, ismerve Szulejmán útvonalát, az oszmán had átvonulását követően leromboltatta a Temesen átívelő hidat, míg 200 darabontját a város közelében helyezte el. Másnap hajnalban a pasa csapatait az erősségből kitörő katonák, valamint az elrejtőzött gyalogosok két tűz közé fogták.
Az oszmán fősereg azonban csak lassan gyülekezett. A szerdár Pancsovánál hidat veretett a Dunán, és július 24-én Becskereknél táborba szállt, hogy ott várja be a hozzá rendelt csapatokat. Legkésőbb, augusztus 29-én a kán segélyhada jelent meg. Lassú haladásának oka az volt, hogy Gázi Giráj előbb Báthoryval, majd annak lemondását követően a császári biztosokkal folytatott titkos tárgyalásokat, amely némi anyagi haszonnal is járt a számára. Útközben ugyanis megérkezett Posonyi János azzal a 10 000 arannyal, amelyet Mihály vajda közbenjárására Brassó városa adott kölcsön a három királyi biztosnak. Szaturdzsi Mehmed tehát nagyon későn tudta megkezdeni a hadjáratot. Ahogyan Evlija Cselebi megírta: ,,már két hónapi idő elmúlt és a hadjárati időnek majdnem fele eltelt."
Mindeközben Báthory visszatért Erdélybe, augusztus 20-án bevonult Kolozsvárra, majd kilenc nap múlva (augusztus 29-én) a Gyulafehérvárra összehívott rendek ismét fejedelmükké választották. Ezt követően pedig tárgyalásokba kezdett a szerdárral, hogy az oszmán hadsereg támadását eltérítse az országtól. Szaturdzsi Mehmed azonban szeptember elején megindította a hadjáratot és elfoglalta a kiürített Csanádot, Aradot, Nagylakot és Solymost. Giovanni Marco Isolano feljegyzése szerint az oszmán hadvezetésben felmerült Lippa ostromának lehetősége is, ám erre végül nem került sor. Az oszmán fősereg egyenesen Várad alá vonult, amelynek őrsége Báthory visszatérése után is megmaradt a Habsburg hűségen. Istvánffy Miklós szerint a főherceg Nyáry Pált küldte a váradi parancsnokságot akkor ellátó Király Györgyhöz, figyelmeztetve őt és katonáit hűségesküjükre.

## Az ostromlottak létszáma és összetétele
Négy, látszólag egymásnak ellentmódó forrás feszül egymásnak az ostromlottak létszámával és összetételével kapcsolatban.
A mindig jól értesült Istvánffy a következő módon számolt be művében a védők létszámáról: ,,Maximilián késedelem nélkül álgyúkat s port bőséggel s ismég huszonnégy szekér kapákat, vaslapátokat, fejszéket, s egyéb afféle eszközöket Váraddá vitette, s ugyanazon Nyáryt és sléziai Réder[n] Menyhártot, híres-neves hadakozó férfiját s jó vitéz kapitányt, ki azt a tisztet önkényen magára felvevé, háromezer német gyalogokkal és bononai Isolan Marcus Jánossal, olasz gyalogok kapitányával, s ezer magyarokkal a várba beküldé." A ,,magyar Livius" sorai alapján azt feltételezhetjük, hogy a Király György parancsnoksága alatt szolgáló váradi állandó őrséget Miksa főherceg még több mint 4000 katonával egészítette ki. Ezzel szemben egy október 11-én Prágából küldött hír arról számolt be, hogy a védelem megerősítésére 1500 lovast és 2000 gyalogost rendeltek. Míg egy október 6-án Kassáról keltezett levél tanúsága szerint 2500 katonából állt az őrség. Végül meg kell említenem báró Melchior von Redern, a főherceg megbízásából Várad védelmét irányító sziléziai katona jelentését. Ebben a több helyen, hosszabb-rövidebb terjedelemben a Német-római Birodalomban közreadott beszámolóban ugyanis azt olvashatjuk, hogy összesen kevesebb, mint 2000 fő védte a partiumi erősséget. A négy különböző adat közül joggal feltételezhetjük, hogy Rederntől származó a legpontosabb, hiszen a védelem irányítójaként, szemtanúként tisztában volt a létszámváltozásokkal. Ráadásul mindezekről részletesen be is számolt.

## Az ostrom
1598. szeptember 29-én reggel 4 órakor Szaturdzsi Mehmed pasa 60 000 fős sereggel, köztük 22 000 tatárral táborba szállt Püspökinél, Várad mellett. Szeptember 30-án Redern tábornok felgyújtatta Váradot és lakosait a várba vonta be, miáltal a védő sereg 2000 főre emelkedett. Ezalatt egy 150 főből álló török csapat zsákmányolási célból megrohanta az égő várost, de Redern könnyen szétűzte őket, még foglyokat is ejtett. A foglyoktól hallotta, hogy mintegy 200 000 ember áll a várral szemben; a nagy tömeget azonban később, a mikor közelebb érkezett, mintegy 60 000 főre becsülték a várbéliek.
Október 1-én a török a város körül folyó vizet a sáncokból leeresztette és 2-án megkezdte a vár lövetését. A magyar védők élén Király György várkapitány és Nyáry Pál ezredes álltak. Az első rohamot a törökök október 3-án intézték a vár ellen, megrohanással kísérelték meg az elfoglalását, de a védők ezt visszaverték s így történt 5-én és a többi napokon is. A szilaj, vaskezű pasa ezt nem tűrte és embereit ismét és ismét rohamra küldte, de visszaverték; legjobb vitézei a védők golyói vagy súlyos csapásai alatt hulltak el. Megrohanta a Királyfia és Csonka bástyát is egy időben, aknákat ásatott, felrobbantatta, a védők azonban nem csüggedtek el, a rohamot visszaverték, az aknák visszafelé sültek el és a törököket pusztították.
Redern szorongatott helyzetéről Székely András nevű katonájával levelet küldött Miksa főhercegnek; a katona sajkán ment keresztül a sánc vizén a Sebes-Körös felé, a levelet elvitte s ugyanazon az úton visszahozta a segélyt ígérő tudósítást.
A törökök aknát aknára fúrtak és olyan mélyen mentek a Csonka- és Királyfia bástyák alá, hogy a védők nem lőhették sikerrel. Október 12-én újból rohamot intéztek, újból aknákat robbantottak, de csak az előbbiekhez hasonló eredménnyel. Lázas sietséggel, dühös haraggal birkózott Mehmed pasa, hogy a lehetetlent lehetővé tegye. Október 17-én kora reggel megkezdte a vár lövetését és lövegei délután 4 óráig szórták az égő tüzet a várra. Újból rohamot parancsolt, újból visszaverték.
Egy magyar nő – írja a krónikás – a Csonka bástyán követ hordott az ellenségre, a mikor egy viaskodó katonát a feltörő janicsárok lándzsával leszúrtak. A magyar nő felragadta az elesett katona kardját, egyik kezével a követ szórta a támadókra, másikban a karddal vagdalta őket addig, míg végre karját átlőtték és védőhelyéről távoznia kellett.
A hős Király György szörnyű fegyverével, hatalmas hangjával vezette seregét a halált megvetve rohanó törökökre; pusztulás járt a nyomában mindenütt és mikor a Csonka bástyán már ki akarta tűzni a török a félholdat diadaljelül, ádáz dühvel rohant reájuk és leszórta őket a falakról. A végzet nem engedte, hogy örvendjen diadalának; gyilkos golyó találta el, és sebeibe október 24-én belehalt. A következő napokon újabb és újabb rohamokkal erőszakolta a török a diadalt. Végre október 20-án a Királyfia bástyán széles rést törnek golyói, a vizet áthidalja, üres boroshordókra rakatván deszkáit s így tör keresztül nyolc zezer emberrel, de a védők ismét visszaverték. A 21-ikei rohammal Isolani János Márk gróf tüntette ki magát leghatalmasabban. 14-én újból rohamot parancsolt Mehmed, 15-én a Sebes-Körös megáradt, elvitte a törökök hídját, 26-án három oldalról intézett rohama lett visszaverve. Így tartott a nagy küzdelem november 2-ig, amikor belátva támadása sikertelenségét, a még épen maradt házakat felgyújtatta, táborát felszedette és november 3-án Szolnok felé vonult.
A törökök támadó hadseregéből 13 000 ember lett az ostrom áldozata, a védők közül 700-an maradtak meg – amint Hieronymus Ortelius írta – egészségesen, de ők is sebekkel.

### Az ostromló sereg kudarcának oka
Joggal merülhet fel a kérdés bennünk, hogyan tudta megvédeni Redern ezzel a viszonylag kisszámú őrséggel a nagy kiterjedésű erősséget. Ez három, egymással szorosan összefüggő okra vezethető vissza. Egyrészt az oszmán sereg egyszerűen nem volt felkészülve egy ilyen komolyan megerődített vár ostromára. Bár a szeptember 30-i városi összecsapásban elfogott törökök azt vallották, hogy az oszmán had létszáma kétszázezer fő, ezt már a tapasztalt katona, Redern is kétségbe vonta. Szerinte összesen 60 000-en lehettek az ostromlók. Ezzel szemben a már említett október 11-én Prágában keletkezett levél írója csupán 48 000 főre becsülte az oszmán had létszámát, amely adatot aztán Ortelius is átvett történeti munkájában. A prágai hír számunkra leginkább érdekes része azonban nem a katonák létszáma, hanem a minőségére tett megjegyzés. Írója ugyanis fontosnak tartotta lejegyezni, hogy mindenféle szedett-vedett emberekből állt a sereg. Azt is joggal feltételezhetjük, hogy egy jelentős részét az ostromban kevéssé hasznavehető tatár és török határvidéki lovasság alkotta. Mindezeken túl Szaturdzsi Mehmed nem rendelkezett megfelelő tüzérséggel sem. Redern jelentéséből tudjuk, hogy október 2-án négy faltörő ágyúval, négy, úgynevezett Singerinnel, valamint néhány falkonett-tel és mezei ágyúval kezdődött meg a a falak lövetése. Ezt követően az ostromlók egy közeli szőlőhegyen három erős sáncot építettek, amelyeken, azok elkészültét követően, október 12-én négy falkonett-tet helyeztek el. Az ágyúknak azt a szerepet szánták, hogy a szemben lévő Arany- és Csonkabástyákon lehetetlenné tegyék a szabad mozgást és a vártüzérség használatát. hamar kiderült azonban, hogy csak kevés kárt tudnak vele okozni, mivel a hegy meglehetősen messze feküdt a vártól. Kassáról egy október 19-én kelt levélben pedig azt olvashatjuk, hogy az oszmán fősereg nyolc nagy és húsz mezei ágyúval rendelkezett. Igaz, a hír küldője fontosnak tartotta megjegyezni azt is, hogy a falak töretése semmilyen eredménnyel sem járt. Evlija Cselebi Fezlikéjében még a keresztény forrásokban szereplő ágyúknál is kevesebbről számolt be. Szerinte ugyanis mindössze három lövegből állt az egész oszmán ostromtüzérség.

## Következményei
A vereséget a Portán nagy felháborodással fogadták. 1599 nyarán a Nándorfehérváron telelő Szaturdzsi Mehmedet a szultán a vejével, Ibrahim pasával váltotta le, őt magát pedig selyemzsinór általi halálra ítélte.